# ふたりのビッグショー
『ふたりのビッグショー』は、1993年4月5日から2003年3月28日までNHK総合テレビジョンで放送された音楽番組である。2000年3月31日からは月2 - 3回『金曜オンステージ』枠で放送された。

## 概要
2人の歌手 のみ出演し、司会者無しで進行。番組中盤で舞台が暗転し、サイモン&ガーファンクルの「ブックエンドのテーマ」（Bookends Theme）をBGMに、巨大なパネルで2人の過去の写真がそれぞれ数点登場し、トークを展開。357回（2000年3月13日は名場面集）の放送で、212人（組）の歌手が代わる代わる出演した。収録は、NHKホールや全国各地のコンサートホールでの公開収録で行われ、アナログハイビジョンで収録されていた。
10回以上の出演は、五木ひろし、美川憲一（以上16回）、坂本冬美、小林幸子、森進一、前川清（以上15回）、堀内孝雄（14回）、細川たかし、都はるみ（以上13回）、吉幾三、天童よしみ（以上12回）、石川さゆり、谷村新司、島倉千代子、南こうせつ、和田アキ子（以上11回）、伍代夏子、中村美律子、北島三郎（以上10回）となっている。1994年5月9日には田原俊彦と松田聖子が共演し話題となった。
2009年4月からNHK-BS2「蔵出し劇場」で再放送されている。また、CS放送「歌謡ポップスチャンネル」でも再放送されている。
2022年4月から、総合テレビ月曜4時から4時45分の枠において、過去に放送された番組を4K画質にリストア（デジタルリマスターリングの一種）したものをレギュラー放送（ただし月1回程度は『はやウタ』の放送に差し替え）していたが、2023年3月末をもって終了した。その後、2023年8月16日からは、BSプレミアムで水曜18時10分から18時53分の枠において放送されている。

## 放送時間
- 1993年4月-2000年3月:月曜日22:00-22:45（単独番組）
- 2000年4月-2003年3月:金曜日20:00-20:45（「金曜オンステージ」枠内で月3回程度。北海道はローカル番組の都合で週末の土曜日か日曜日の日中に代替放送）
- 2022年4月-総合月曜日4:07 - 4:45（4Kリストア版による再放送・月に1回程度『はやウタ』で休止あり）
- 2023年8月16日-BSプレミアム水曜日18:00-18:53（4Kリストア版による再放送）

## 放送日・出演者
| 放送日   | 出演者                       |
| -------- | ---------------------------- |
| 4月5日   | 森進一、五木ひろし           |
| 4月12日  | 谷村新司、都はるみ           |
| 4月19日  | 島倉千代子、田端義夫         |
| 4月26日  | 石川さゆり、小林幸子         |
| 5月3日   | 美川憲一、和田アキ子         |
| 5月10日  | 北島三郎、松山恵子           |
| 5月17日  | 小林旭、坂本冬美             |
| 5月24日  | 梓みちよ、布施明             |
| 5月31日  | 千昌夫、吉幾三               |
| 6月7日   | 南こうせつ、五輪真弓         |
| 6月14日  | 細川たかし、前川清           |
| 6月21日  | 西城秀樹、野口五郎           |
| 6月28日  | 森山良子、河島英五           |
| 7月5日   | 香西かおり、藤あや子         |
| 7月26日  | 杉良太郎、瀬川瑛子           |
| 8月30日  | 加山雄三、由紀さおり         |
| 9月6日   | さだまさし、益田宏美         |
| 9月13日  | 堀内孝雄、ケー・ウンスク     |
| 9月20日  | 武田鉄矢、石川さゆり         |
| 9月27日  | 小坂一也、平尾昌晃           |
| 10月4日  | 小林旭、和田アキ子           |
| 10月11日 | 島倉千代子、小林幸子         |
| 10月18日 | 坂本冬美、伍代夏子           |
| 10月25日 | 岡林信康、泉谷しげる         |
| 11月1日  | 五木ひろし、チョー・ヨンピル |
| 11月8日  | 美川憲一、吉幾三             |
| 11月15日 | 森進一、ケー・ウンスク       |
| 11月29日 | 前川清、千昌夫               |
| 12月6日  | 鳥羽一郎、山川豊             |

| 放送日   | 出演者                       |
| -------- | ---------------------------- |
| 1月2日   | 渡哲也、加藤登紀子           |
| 1月10日  | 谷村新司、荻野目洋子         |
| 1月17日  | 都はるみ、テレサ・テン       |
| 1月24日  | 菅原洋一、島田祐子           |
| 1月31日  | 北島三郎、大月みやこ         |
| 2月7日   | 堀内孝雄、高山厳             |
| 2月28日  | 西城秀樹、松崎しげる         |
| 3月7日   | 青江三奈、八代亜紀           |
| 3月28日  | 藤田まこと、中村美律子       |
| 4月4日   | 細川たかし、大塚文雄         |
| 4月11日  | 小椋佳、中村雅俊             |
| 4月18日  | 美川憲一、研ナオコ           |
| 4月25日  | 田端義夫、青木光一           |
| 5月2日   | 森進一、和田アキ子           |
| 5月9日   | 田原俊彦、松田聖子           |
| 5月16日  | 加山雄三、ザ・ワイルドワンズ |
| 5月23日  | 前川清、デューク・エイセス   |
| 5月30日  | 沢田研二、郷ひろみ           |
| 6月6日   | 小林旭、武田鉄矢             |
| 6月13日  | 坂本冬美、藤あや子           |
| 6月20日  | 南こうせつ、イルカ           |
| 6月27日  | 都はるみ、五木ひろし         |
| 7月4日   | 伊東ゆかり、中尾ミエ         |
| 7月11日  | 里見浩太朗、島倉千代子       |
| 7月18日  | 橋幸夫、舟木一夫             |
| 7月25日  | 堀内孝雄、吉幾三             |
| 8月22日  | 小柳ルミ子、松崎しげる       |
| 8月29日  | 小林幸子、梅沢富美男         |
| 9月5日   | 由紀さおり、安田祥子         |
| 9月12日  | さだまさし、前川清           |
| 9月19日  | 村田英雄、北島三郎           |
| 9月26日  | 奥村チヨ、欧陽菲菲           |
| 10月17日 | 谷村新司、五輪真弓           |
| 10月24日 | 水前寺清子、中村美律子       |
| 10月31日 | 金子由香利、林隆三           |
| 11月7日  | 細川たかし、三波春夫         |
| 11月14日 | 加藤登紀子、河島英五         |
| 11月28日 | 松田聖子、西城秀樹           |
| 12月5日  | 美川憲一、青江三奈           |
| 12月12日 | ダークダックス、しゅうさえこ |

| 放送日   | 出演者                       |
| -------- | ---------------------------- |
| 1月9日   | 都はるみ、石川さゆり         |
| 1月16日  | 宇崎竜童、藤あや子           |
| 1月23日  | マヒナスターズ、田川寿美     |
| 1月30日  | 五木ひろし、南こうせつ       |
| 2月13日  | ペギー葉山、菅原洋一         |
| 2月20日  | 杉良太郎、大月みやこ         |
| 2月27日  | 梓みちよ、デューク・エイセス |
| 3月6日   | 森進一、布施明               |
| 3月13日  | 千昌夫、三船和子             |
| 4月3日   | 島倉千代子、小林旭           |
| 4月10日  | 谷村新司、郷ひろみ           |
| 4月17日  | 和田アキ子、西城秀樹         |
| 4月24日  | 堀内孝雄、河島英五           |
| 5月1日   | 小林幸子、伍代夏子           |
| 5月8日   | 太田裕美、渡辺真知子         |
| 5月15日  | 五木ひろし、前川清           |
| 5月22日  | 南こうせつ、サーカス         |
| 5月29日  | 鈴木雅之、松田聖子           |
| 6月5日   | 美川憲一、瀬川瑛子           |
| 6月12日  | 平尾昌晃、坂本冬美           |
| 6月19日  | 伊東ゆかり、中尾ミエ         |
| 6月26日  | 森進一、加藤登紀子           |
| 7月3日   | 石井好子、美輪明宏           |
| 7月31日  | マヒナスターズ、尾崎紀世彦   |
| 8月21日  | 森繁久彌、細川たかし         |
| 8月28日  | 都はるみ、五輪真弓           |
| 9月4日   | ボニージャックス、芹洋子     |
| 9月11日  | 山本譲二、香西かおり         |
| 9月18日  | 由紀さおり、安田祥子         |
| 9月12日  | 岩崎宏美、八神純子           |
| 9月25日  | 田端義夫、キム・ヨンジャ     |
| 10月2日  | ビリーバンバン、狩人         |
| 10月9日  | 河島英五、近藤真彦           |
| 10月16日 | 島倉千代子、美川憲一         |
| 10月23日 | 浜圭介、荒木とよひさ         |
| 10月30日 | 二葉百合子、中村美律子       |
| 11月6日  | さだまさし、白鳥英美子       |
| 11月13日 | 由紀さおり、安田祥子         |
| 11月20日 | 八代亜紀、新沼謙治           |
| 11月27日 | 五木ひろし、堀内孝雄         |
| 12月4日  | 森口博子、工藤静香           |
| 12月11日 | 西城秀樹、チョー・ヨンピル   |
| 12月18日 | 北島三郎、鳥羽一郎           |

| 放送日   | 出演者                         |
| -------- | ------------------------------ |
| 1月8日   | 二葉あき子、菅原洋一           |
| 1月22日  | 石川さゆり、坂本冬美           |
| 1月29日  | チェリッシュ、ダ・カーポ       |
| 2月5日   | 前川清、内藤やす子             |
| 2月12日  | 岸千恵子、長山洋子             |
| 2月19日  | 天童よしみ、金蓮子             |
| 2月26日  | 上沼恵美子、川中美幸           |
| 3月4日   | 松原のぶえ、神野美伽           |
| 3月11日  | 布施明、奥村チヨ               |
| 4月1日   | 都はるみ、小林幸子             |
| 4月8日   | 水前寺清子、青江三奈           |
| 4月15日  | 細川たかし、吉幾三             |
| 4月22日  | 来生たかお、渡辺真知子         |
| 5月6日   | 伍代夏子、藤あや子             |
| 5月13日  | 庄野真代、サーカス             |
| 5月20日  | 島倉千代子、堀内孝雄           |
| 5月27日  | 西城秀樹、坂本冬美             |
| 6月3日   | 五木ひろし、石川さゆり         |
| 6月10日  | ペギー葉山、デューク・エイセス |
| 6月17日  | 杉田二郎、ばんばひろふみ       |
| 6月24日  | 南こうせつ、石嶺聡子           |
| 7月1日   | 杉良太郎、香西かおり           |
| 7月8日   | 田端義夫、鳥羽一郎             |
| 7月15日  | 和田アキ子、イルカ             |
| 8月19日  | 森口博子、西田ひかる           |
| 8月26日  | 森進一、美川憲一               |
| 9月2日   | 森山良子、マイク眞木           |
| 9月8日   | ジュディ・オング、今陽子       |
| 9月16日  | ダークダックス、加藤登紀子     |
| 9月23日  | 五輪真弓、八神純子             |
| 9月30日  | 中尾ミエ、近藤真彦             |
| 10月7日  | 由紀さおり、黛ジュン           |
| 10月28日 | 北島三郎、五木ひろし           |
| 11月11日 | 萩本欽一、前川清               |
| 11月18日 | ムッシュかまやつ、玉置浩二     |
| 11月25日 | 菅原文太、キム・ヨンジャ       |
| 12月2日  | 瀬川瑛子、梅沢富美男           |
| 12月9日  | 橋幸夫、マルシア               |
| 12月16日 | 小柳ルミ子、夏木マリ           |

| 放送日   | 出演者                       |
| -------- | ---------------------------- |
| 1月6日   | 朝丘雪路、五月みどり         |
| 1月13日  | さだまさし、坂本冬美         |
| 1月20日  | 堀内孝雄、桂銀淑             |
| 1月27日  | 八代亜紀、藤圭子             |
| 2月3日   | チョー・ヨンピル、天童よしみ |
| 2月10日  | 谷村新司、松坂慶子           |
| 2月17日  | 大月みやこ、鳥羽一郎         |
| 2月24日  | 島倉千代子、さとう宗幸       |
| 3月3日   | 三波春夫、中村美律子         |
| 3月10日  | 美川憲一、伍代夏子           |
| 3月17日  | 和田アキ子、宇崎竜童         |
| 3月31日  | 川中美幸、神野美伽           |
| 4月7日   | 小林幸子、三田村邦彦         |
| 4月14日  | 布施明、岩崎宏美             |
| 4月21日  | 由紀さおり、トシ             |
| 4月28日  | 前川清、吉幾三               |
| 5月12日  | 河島英五、香西かおり         |
| 5月19日  | 木の実ナナ、尾藤イサオ       |
| 5月26日  | 加山雄三、海援隊             |
| 6月2日   | 五木ひろし、天童よしみ       |
| 6月9日   | 村田英雄、坂本冬美           |
| 6月16日  | 橋幸夫、今陽子               |
| 6月23日  | 山本譲二、冠二郎             |
| 6月30日  | 野口五郎、アグネス・チャン   |
| 7月7日   | 田端義夫、渥美二郎           |
| 7月14日  | 松山恵子、八代亜紀           |
| 7月28日  | 藤あや子、工藤静香           |
| 8月18日  | 水前寺清子、山川豊           |
| 8月25日  | 南こうせつ、白鳥英美子       |
| 9月1日   | 瀬川瑛子、コロッケ           |
| 9月8日   | 堀内孝雄、松崎しげる         |
| 9月22日  | 財津一郎、坂上二郎           |
| 9月29日  | 香西かおり、長山洋子         |
| 10月6日  | 倍賞千恵子、武田鉄矢         |
| 10月13日 | 萩本欽一、前川清             |
| 10月20日 | 郷ひろみ、石井竜也           |
| 10月27日 | 小林旭、都はるみ             |
| 11月10日 | 美川憲一、上沼恵美子         |
| 11月17日 | 森進一、キム・ヨンジャ       |
| 12月1日  | 五木ひろし、細川たかし       |
| 12月8日  | ジュディ・オング、渡辺真知子 |
| 12月15日 | ダークダックス、小椋佳       |

| 放送日   | 出演者                         |
| -------- | ------------------------------ |
| 1月5日   | ビリー・バンバン、チェリッシュ |
| 1月12日  | 小林幸子、中村美律子           |
| 1月19日  | 平尾昌晃、森山加代子           |
| 1月26日  | 青江三奈、中条きよし           |
| 2月2日   | 里見浩太朗、伍代夏子           |
| 2月23日  | 西城秀樹、近藤真彦             |
| 3月2日   | 加藤登紀子、松崎しげる         |
| 3月9日   | 坂本冬美、JAYWALK              |
| 3月16日  | 三波春夫、天童よしみ           |
| 3月23日  | 小林旭、藤あや子               |
| 4月6日   | 由紀さおり、南こうせつ         |
| 4月13日  | 谷村新司、さだまさし           |
| 4月20日  | 五木ひろし、吉幾三             |
| 4月27日  | 雪村いづみ、デューク・エイセス |
| 5月11日  | 堀内孝雄、イルカ               |
| 5月18日  | 都はるみ、細川たかし           |
| 5月25日  | 倍賞千恵子、小林幸子           |
| 6月1日   | 前川清、瀬川瑛子               |
| 6月8日   | 布施明、森山良子               |
| 6月15日  | 森進一、長山洋子               |
| 6月22日  | 堺正章、中尾ミエ               |
| 7月27日  | 橋幸夫、西田ひかる             |
| 8月17日  | 美川憲一、研ナオコ             |
| 8月24日  | 和田アキ子、天童よしみ         |
| 9月7日   | 八代亜紀、伍代夏子             |
| 9月14日  | 郷ひろみ、グッチ裕三・モト冬樹 |
| 9月21日  | 鳥羽一郎、香西かおり           |
| 9月28日  | 梓みちよ、細川俊之             |
| 10月5日  | 北島三郎、藤あや子             |
| 10月12日 | 島倉千代子、川中美幸           |
| 10月19日 | 菅原洋一、芹洋子               |
| 10月26日 | 坂本冬美、長山洋子             |
| 11月2日  | 加山雄三、さだまさし           |
| 11月9日  | 美川憲一、前川清               |
| 11月16日 | 田端義夫、由紀さおり           |
| 11月30日 | 小林幸子、西城秀樹             |
| 12月7日  | 南こうせつ、ル・クプル         |
| 12月14日 | 中村美律子、キム・ヨンジャ     |

| 放送日   | 出演者                         |
| -------- | ------------------------------ |
| 1月4日   | 谷村新司、岩崎宏美             |
| 1月11日  | 五木ひろし、河合美智子         |
| 1月18日  | 小椋佳、堀内孝雄               |
| 1月25日  | 細川たかし、天童よしみ         |
| 2月1日   | 森進一、上田正樹               |
| 2月8日   | 吉幾三、河島英五               |
| 2月15日  | 山本リンダ、辺見マリ           |
| 2月22日  | 山本譲二、坂本冬美             |
| 3月1日   | デューク・エイセス、森口博子   |
| 3月8日   | 平尾昌晃、山川豊               |
| 3月15日  | 島倉千代子、舟木一夫           |
| 4月5日   | 都はるみ、小林幸子             |
| 4月12日  | 郷ひろみ、MAX                  |
| 4月19日  | 川中美幸、ケイ・ウンスク       |
| 4月26日  | 南こうせつ、石川さゆり         |
| 5月10日  | 由紀さおり・安田祥子、五輪真弓 |
| 5月17日  | 水前寺清子、冠二郎             |
| 5月24日  | 美川憲一、藤あや子             |
| 5月31日  | ムッシュかまやつ、森山良子     |
| 6月7日   | 森進一、天童よしみ             |
| 6月14日  | 吉幾三、伍代夏子               |
| 6月21日  | 谷村新司、春風亭小朝           |
| 6月28日  | 前川清、長山洋子               |
| 7月5日   | 五木ひろし、西田ひかる         |
| 7月12日  | 三波春夫、二葉百合子           |
| 7月19日  | 和田アキ子、Kiroro             |
| 7月26日  | 細川たかし、キム・ヨンジャ     |
| 8月2日   | ミッキーカーチス、宇崎竜童     |
| 8月30日  | 奥村チヨ、今陽子               |
| 9月6日   | 鳥羽一郎、中村美律子           |
| 9月13日  | 布施明、中島啓江               |
| 9月20日  | 八代亜紀、瀬川瑛子             |
| 9月27日  | 里見浩太朗、小林幸子           |
| 10月4日  | 田端義夫、南こうせつ           |
| 10月18日 | 都はるみ、堀内孝雄             |
| 10月25日 | 谷村新司、小川知子             |
| 11月1日  | 松山恵子、神野美伽             |
| 11月8日  | 美川憲一、天童よしみ           |
| 11月15日 | ゴダイゴ、森口博子             |
| 11月22日 | 吉幾三、川中美幸               |
| 11月29日 | 北島三郎、坂本冬美             |
| 12月6日  | 五木ひろし、伍代夏子           |
| 12月13日 | 大橋純子、渡辺真知子           |

| 放送日   | 出演者                   |
| -------- | ------------------------ |
| 1月24日  | 加山雄三、和田アキ子     |
| 1月31日  | 細川たかし、石川さゆり   |
| 2月7日   | 黛ジュン、にしきのあきら |
| 2月14日  | 森進一、前川清           |
| 2月21日  | 大月みやこ、山本譲二     |
| 2月28日  | 佐々木功、尾藤イサオ     |
| 3月13日  | （熱唱・爆笑名場面集）   |
| 3月31日  | 藤田まこと、小林幸子     |
| 4月7日   | 小林旭、谷村新司         |
| 4月14日  | 加藤茶、井上順           |
| 4月21日  | 和田アキ子、松田聖子     |
| 5月12日  | 中村美律子、冠二郎       |
| 5月19日  | 島倉千代子、坂上二郎     |
| 6月9日   | 吉幾三、新沼謙治         |
| 6月23日  | 由紀さおり、前川清       |
| 7月7日   | 美川憲一、川中美幸       |
| 7月14日  | 森進一、堀内孝雄         |
| 7月21日  | 武田鉄矢、黒木瞳         |
| 8月4日   | 野口五郎、研ナオコ       |
| 9月1日   | 都はるみ、キム・ヨンジャ |
| 9月8日   | 細川たかし、坂本冬美     |
| 10月6日  | 天童よしみ、錦織健       |
| 10月13日 | 北島三郎、船村徹         |
| 10月20日 | 橋幸夫、伍代夏子         |
| 11月10日 | 石川さゆり、長山洋子     |
| 11月17日 | ハウンド・ドッグ、野猿   |
| 12月8日  | 金田たつえ、大泉逸郎     |
| 12月15日 | 八代亜紀、河島英五       |
| 12月22日 | 松山恵子、鳥羽一郎       |

| 放送日   | 出演者                               |
| -------- | ------------------------------------ |
| 1月12日  | 鳳蘭、梅沢富美男                     |
| 1月19日  | 由紀さおり・安田祥子、ビリーバンバン |
| 2月2日   | 宝田明、小林幸子                     |
| 2月9日   | 水前寺清子、原田悠里                 |
| 3月2日   | 中村美律子、神野美伽                 |
| 3月9日   | コロッケ、松居直美                   |
| 3月16日  | 堀内孝雄、香西かおり                 |
| 3月23日  | 瀬川瑛子、上沼恵美子                 |
| 4月6日   | 森進一、中島啓江                     |
| 4月13日  | 中尾ミエ、美川憲一                   |
| 4月20日  | 小林旭、石川さゆり                   |
| 5月4日   | 五木ひろし、松方弘樹                 |
| 5月11日  | 岩崎宏美、渡辺真知子                 |
| 5月18日  | 坂本冬美、藤あや子                   |
| 6月1日   | 都はるみ、南こうせつ                 |
| 6月8日   | 北島三郎、天童よしみ                 |
| 6月15日  | 黛ジュン、山本リンダ                 |
| 6月22日  | 谷村新司、西城秀樹                   |
| 7月6日   | 伍代夏子、松井誠                     |
| 7月13日  | 冠二郎、氷川きよし                   |
| 8月24日  | 布施明、宮本信子                     |
| 9月7日   | 島倉千代子、香田晋                   |
| 9月21日  | 細川たかし、長山洋子                 |
| 10月5日  | さだまさし、吉幾三                   |
| 10月12日 | キム・ヨンジャ、錦織健               |
| 10月19日 | 沢田研二、志村けん                   |
| 11月2日  | 松原のぶえ、田川寿美                 |
| 11月9日  | 藤田まこと、川中美幸                 |
| 12月7日  | 山川豊、河村隆一                     |
| 12月14日 | 二葉百合子、石川さゆり               |

| 放送日   | 出演者                   |
| -------- | ------------------------ |
| 1月18日  | 松田聖子、天童よしみ     |
| 2月1日   | 宇崎竜童、鳥羽一郎       |
| 2月8日   | 高橋英樹、小林幸子       |
| 3月1日   | 瀬川瑛子、山本譲二       |
| 3月8日   | 鹿賀丈史、市村正親       |
| 4月5日   | 伊東四朗、三宅裕司       |
| 5月10日  | 堀内孝雄、坂本冬美       |
| 6月7日   | 上沼恵美子、神野美伽     |
| 6月14日  | 北島三郎、島津亜矢       |
| 7月5日   | 加山雄三、布施明         |
| 7月19日  | キム・ヨンジャ、田川寿美 |
| 8月2日   | 細川たかし、吉幾三       |
| 8月23日  | 都はるみ、小椋佳         |
| 8月30日  | 松山恵子、冠二郎         |
| 9月6日   | 石川さゆり、三木たかし   |
| 9月20日  | 天童よしみ、氷川きよし   |
| 10月4日  | 美川憲一、小林幸子       |
| 10月18日 | 前川清、鳥羽一郎         |
| 11月15日 | 森進一、五輪真弓         |
| 12月6日  | 武田鉄矢、川中美幸       |
| 12月13日 | 大月みやこ、船村徹       |

| 放送日  | 出演者                   |
| ------- | ------------------------ |
| 1月31日 | 加藤登紀子、ゴスペラーズ |
| 2月21日 | 中村美律子、岸千恵子     |
| 3月7日  | 和田アキ子、石井竜也     |
| 3月28日 | 森進一、五木ひろし       |